# 기아 작전
기아 작전은 미군의 육군 항공대에 의해 실행된 제2차 세계 대전의 기뢰 매설 작전으로, 일본의 항구와 수로에 기뢰를 매설하여 적 함선을 파괴하기 위해 실행된 작전이다.

## 작전
임무는 체스터 니미츠 제독의 주장으로 시작되었고, 그는 공군을 통해 일본 본토에 엄청난 양의 기뢰를 매설하기를 원했다. 헨리 H. 아놀드 소장이 이것을 해군이 실행해야 하는 것이라 주장하자 그는 커티스 르메이에게 그것을 수행하라고 지시했다. 르메이는 제313항공편대의 항공기 160대를 배정받았으며 1945년 4월에 4,000개의 기뢰를 매설하라는 임무를 받고 일본을 향해 진격했다. 기뢰 매설은 밤에 적절한 저고도에서 B-29 슈퍼포트리스 폭격기 각각에 의해 이루어졌다. 레이다가 기뢰 분산 정보를 제공했다. 제313항공편대는 항공기뢰이론을 미리 교육받고 훈련받았지만 그들의 B-29 폭격기는 지뢰를 실어 이것을 만으로 인도하는 수정화 작업을 배웠다. 개개인의 항공원들은 각 비행 정보와 마지막 비행 때 떨어뜨린 기뢰 정보를 알려주는 레이다 담당 군인을 포함한 4명에서 8명의 훈련 비행을 부여받았다.
1945년 3월 27일부터 시작된 이 작전에서 자기 폭발 장치 및 유도 폭발 장치가 달린 1,000개의 낙하산을 탄 기뢰가 바다에 떨어졌으며 이후 수압에 의한 폭발 기뢰를 비롯한 더 많은 기뢰가 떨어졌다. 이러한 기뢰 매설 장치는 제2차 세계 대전 당시 가장 효율적인 일본 함선 파괴의 수단으로 입증되었다. 각 일본군 부대당 입은 피해는 미국 전략 폭격작전과 잠수함 전역 때보다 더 큰 피해였다. 일본의 주요한 항구와 해협들에 반복적으로 기뢰가 매설되었고, 47개 중 35개의 수송선로와 군대 이동로가 폐지될 정도로 이러한 기뢰 매설 작업은 일본군에 큰 피해를 입혔다. 고베를 예로 들자면 3월 달 320,000톤의 수송선이 오갔지만, 기아 작전 이후 수송량이 85%나 줄어 7월 달에는 44,000톤으로 감소했다.
기아 작전은 모든 다른 자료들을 합친 것보다도 더 많은 양의 배를 가라앉혔다. 제12공군은 46개의 다른 구역에 있는 26개의 매설 지역에 1,529개의 함표와 12,135개의 기뢰를 매설했다. 폭격기 편대는 15대의 B-29만 잃었고, 전체 피해도 5.7%밖에 되지 않았다. 일본군은 이에 비해 670척의 배가 가라앉거나 파손되었고, 전체 선박 무게는 1,250,000톤인 것으로 알려진다.

## 같이 보기
- 일본 본토 공습